# Quarterback (TV-serie)
Quarterback är en amerikansk sport- och dokumentärserie vars första säsong hade premiär den 12 juli 2023 på strömningstjänsten Netflix.

## Handling
Serien kretsar kring tre quarterbackar inom den amerikanska fotbollsligan NFL. Serien följer Patrick Mahomes från Kansas City Chiefs som är ansedd som en av de bästa i ligan, och hans väg till den andra Superbowlvinsten. De två andra spelarna som seren följer är Minnesota Vikings quarterback Kirk Cousins och Atlanta Falcons Marcus Mariota.

## Medverkande i urval
- Patrick Mahomes
- Marcus Mariota
- Kirk Cousins